# Foi (bouddhisme)
Pour les articles homonymes, voir Foi (homonymie).
La foi (Pali: saddhā; sanskrit : श्रद्धा, IAST : śraddhā), dans le domaine du bouddhisme, fait référence à un engagement serein dans la pratique de l'enseignement du Bouddha, et à la confiance en des êtres éclairés ou très avancés, tels que les bouddhas ou les bodhisattvas (ceux qui cherchent à devenir un bouddha). Les bouddhistes reconnaissent généralement plusieurs objets de foi, mais beaucoup se concentrent sur un seul en particulier, par exemple un Bouddha précis. La foi ne se limite pas à une dévotion envers une personne, mais elle est liée à des concepts bouddhistes comme l'efficacité du karma et la possibilité d'atteindre l'éveil (bodhi).
Dans le bouddhisme ancien, la foi se concentrait sur les Trois Refuges, ou « les trois Joyaux », c'est-à-dire le Bouddha, son enseignement (le dharma) et la communauté monastique à la recherche de l'éveil (le saṅgha). Le bouddhisme primitif attachait une plus grande importance à l'examen personnel de la vérité spirituelle menant à une telle vérité, et considérait les écritures sacrées, la raison ou la foi en un enseignement comme des sources d'autorité de moindre qualité. Pour lui, aussi importante qu'elle puisse être, la foi n'est qu'un premier pas sur le chemin de la sagesse et de l'éveil, et quand le pratiquant touche au terme de ce chemin, elle devient obsolète.
Avec l'avènement du bouddhisme mahāyāna, on a attribué à la foi un rôle beaucoup plus important. Le Mahāyāna introduit la dévotion aux bouddhas et aux bodhisattvas, en particulier aux Bouddhas résidant dans les Terres pures, (par exemple le bouddha Amitābha), ce qui a donné à la foi une place centrale dans la pratique. Ainsi les bouddhistes de la Terre pure ont même vu dans la foi un état similaire à l'éveil. Dans le même ordre d'idées, les sutras du Mahayana, en particulier le sūtra du Lotus, sont devenus des objets de vénération, et les réciter ou les copier était censé être une source de grands mérites. Plus tard, l'impact de la foi dans la religiosité bouddhiste est devenu un pivot de mouvements millénaristes dans différents pays bouddhistes, qui ont parfois entraîné des changements politiques importants, allant jusqu'au renversement de dynasties royales.
À partir du XIXe siècle, dans des pays comme le Sri Lanka et le Japon mais aussi en Occident, une nouvelle lecture du bouddhisme, appelée « néo-bouddhisme » (ou encore « bouddhisme moderne »), est apparue qui a remis en question et minimisé le rôle de la foi. La foi n'a pas pour autant perdu sa place dans l'Asie et l'Occident contemporains, mais sa compréhension et sa définition diffèrent désormais des interprétations traditionnelles, sous l'influence des valeurs modernes et de l'éclectisme et du syncrétisme.

## Place et fonction de la foi dans l'enseignement bouddhiste
La foi est définie comme la confiance sereine que la pratique de l'enseignement du Bouddha portera ses fruits,. C'est la confiance en des êtres éveillés ou très avancés sur la voie, tels que les bouddhas ou les bodhisattvas, mais aussi en certains moines ou lamas hautement respectés, parfois considérés comme des bouddhas vivants,. Les bouddhistes reconnaissent en général plusieurs objets en quoi ou en qui l'on peut mettre sa confiance, mais beaucoup se concentrent sur un objet de foi particulier, comme un Bouddha spécifique. Le bouddhisme n'a cependant jamais été organisé autour d'une seule autorité centrale, que ce soit personne ou un texte sacré. Mais les Écritures ont aussi servi de guide, et un consensus sur les pratiques s'est dégagé à travers le débat et la discussion.
Dans le bouddhisme, l'idée de foi s'exprime essentiellement par deux termes, qui présentent des aspects aussi bien cognitifs qu'affectifs7 :
1. Śraddhā (sanskrit ; Pali ; chinois classique : wen-hsin). Ce mot fait référence à un sentiment d'engagement vis-à-vis d'une autre personne ou de confiance en elle, ou à un sentiment d'engagement vis-à-vis de la pratiquer[1],[5]. Parmi les exemples traditionnels de cela, on trouve ses disciples Ānanda — plus proche collaborateur de Gautama Bouddha — et Vakkali. Śraddhā est souvent vu comme une attitude qui peut faire barrage à la malveillance de l'esprit[6],[7]. L'opposé de śraddhā est āśraddhya, l'incapacité de développer la foi dans un enseignant et dans les enseignements, et ainsi l'incapacité de développer l'énergie sur le chemin spirituel[8]. Le mot śraddhā vient des racines śrat, « avoir la conviction », et dhā, « maintenir[note 1] », et ainsi, selon Sung-bae Park, professeur de sciences religieuses, le terme donne l'idée de « maintenir la confiance, rester constant, ou soutenir la confiance (en restant rester ferme)[10] ».
2. Prasāda (sanskrit ; Pali ; chinois classique : ching-hsin) a une connotation plus affective que śraddhā. Utilisé en parlant des rituels et des cérémonies, ce mot renvoie à un sentiment d'acceptation sereine des bénédictions et de la grandeur de l'objet de sa dévotion[11]. Le mot prasāda dérive du préfixe pra et de la racine sād, qui signifie « couler, s'asseoir », et Sung-bae Park le définit comme « le fait d'être fermement installé dans un état de clarté et de tranquillité[10] ». Ainsi, prasāda renvoie à la concentration de l'esprit du pratiquant et à son engagement[12]. Il est décrit en termes plus spontanés que śraddhā[13].

La foi est généralement liée aux Trois Refuges (ou Trois Joyaux), à savoir le Bouddha, le dharma (son enseignement) et le saṅgha (la communauté). Ainsi, la foi peut souvent avoir pour objet des individus particuliers, mais elle diffère de la dévotion dans les autres religions indiennes (bhakti) en ce que la foi peut renvoyer à des objets impersonnels tels que l'action du karma et l'efficacité du transfert des mérites à des proches décédés, des déités ou à l'ensemble des êtres sensibles (sanskrit pariṇāma). On considère qu'elle se concentre sur les principaux aspects de l'enseignement du Bouddha, et mène à une compréhension correcte de ces éléments (comme l'action du karma, le mérite et les renaissances),,. En ce qui concerne les Trois Refuges, la foi se concentre sur les caractéristiques du Bouddha, du dharma et du saṅgha et s'en réjouit. Pour ce qui est du fonctionnement du karma, la foi fait référence à la conviction que les actes produisent des effets: positifs pour les bonnes actions et négatifs pour les mauvaises actions. Ainsi, la foi est un guide pour mener une vie de charité, de moralité et de qualités religieuses. Elle concerne également des idées comme la nature de l'existence, son impermanence et sa nature conditionnée, et enfin, l'éveil du Bouddha (nirvana) et le chemin qui y mène,,. La foi suppose de croire que des gens ont atteint le nirvana et sont capables de l'enseigner.

## Histoire
Si l'on observe comment, dans le bouddhisme, la compréhension de la foi a évolué, on peut distinguer deux grandes étapes: le bouddhisme ancien et le bouddhisme Mahāyāna, qui s'est développé ultérieurement. Certains spécialistes de la première moitié du XXe siècle, comme Louis de La Vallée-Poussin, Arthur Berriedale Keith et Caroline Rhys Davids, ont été critiqués par des chercheurs sri-lankais pour ne pas avoir suffisamment distingué ces deux aspects,.

### Le bouddhisme ancien
Dans les premiers textes bouddhistes, tels que les textes Pāli, saddhā est généralement traduit par « foi », mais avec une connotation différente de celle du mot anglais. Il est parfois aussi traduit par « confiance », au sens de confiance dans la doctrine,. Selon les mots de l'universitaire australien John Bishop, aux débuts du bouddhisme, la foi a pu être essentiellement « religieuse sans être théiste ». C'est que le bouddhisme ne se focalise pas sur un Dieu qui serait le centre de la religion. En effet, contrairement au brahmanisme védique — qui a précédé le bouddhisme — dans le bouddhisme ancien, la conception de la foi est plus liée aux enseignements qui sont étudiés et mis en pratiques que centrée sur une divinité extérieure. Cela ne signifie cependant pas que l'approche de la réalité par le bouddhisme n'a pas été influencée par d'autres traditions: au moment où celui-ci est apparu, plusieurs communautés religieuses indiennes enseignaient une approche critique de la compréhension de la vérité.
La foi n'est pas seulement un engagement purement intellectuel envers un ensemble de principes mais elle présente aussi un aspect affectif,. Les érudits, dans le premier bouddhisme, distinguent entre la foi comme joie et sérénité, qui amène l'esprit à un niveau supérieur, et comme énergie qui permet la confiance en soi nécessaire pour affronter les tentations et se maîtriser soi-même,. Et comme la foi aide à dépasser la perplexité, elle inspire et donne de l'énergie au pratiquant.
Un bouddhiste aspire ainsi à la foi dans les Trois Refuges, c'est-à-dire le Bouddha, le dharma et le sangha, ainsi qu'à la valeur de la discipline. Dans les premiers textes bouddhistes, cependant, la foi ne signifie pas une réponse hostile des autres divinités ou un manque de reconnaissance de leur part. Bien que le Bouddha rejette le sacrifice sanglant des animaux, il ne condamne pas en soi les offrandes pacifiques aux divinités, tout en les considérant bien moins utiles que les offrandes d'aumône à la communauté monastique,. Ainsi, tout est placé dans une hiérarchie de l'utilité, dans laquelle le comportement moral a beaucoup plus de valeur que les rites et les rituels.
La foi est la conséquence de l'impermanence et d'une juste perception de la souffrance (dukkha). La réflexion sur la souffrance et l'impermanence induit chez les fidèles un sentiment d'inquiétude, ce qui les pousse à embrasser les Trois Refuges et à cultiver la foi. Celle-ci mène alors à de nombreuses autres qualités mentales importantes sur le chemin du Nirvana, telles que la joie, la concentration et la vue juste. Cependant, par elle-même, la foi n'est jamais considérée comme suffisante pour atteindre le Nirvana ,.

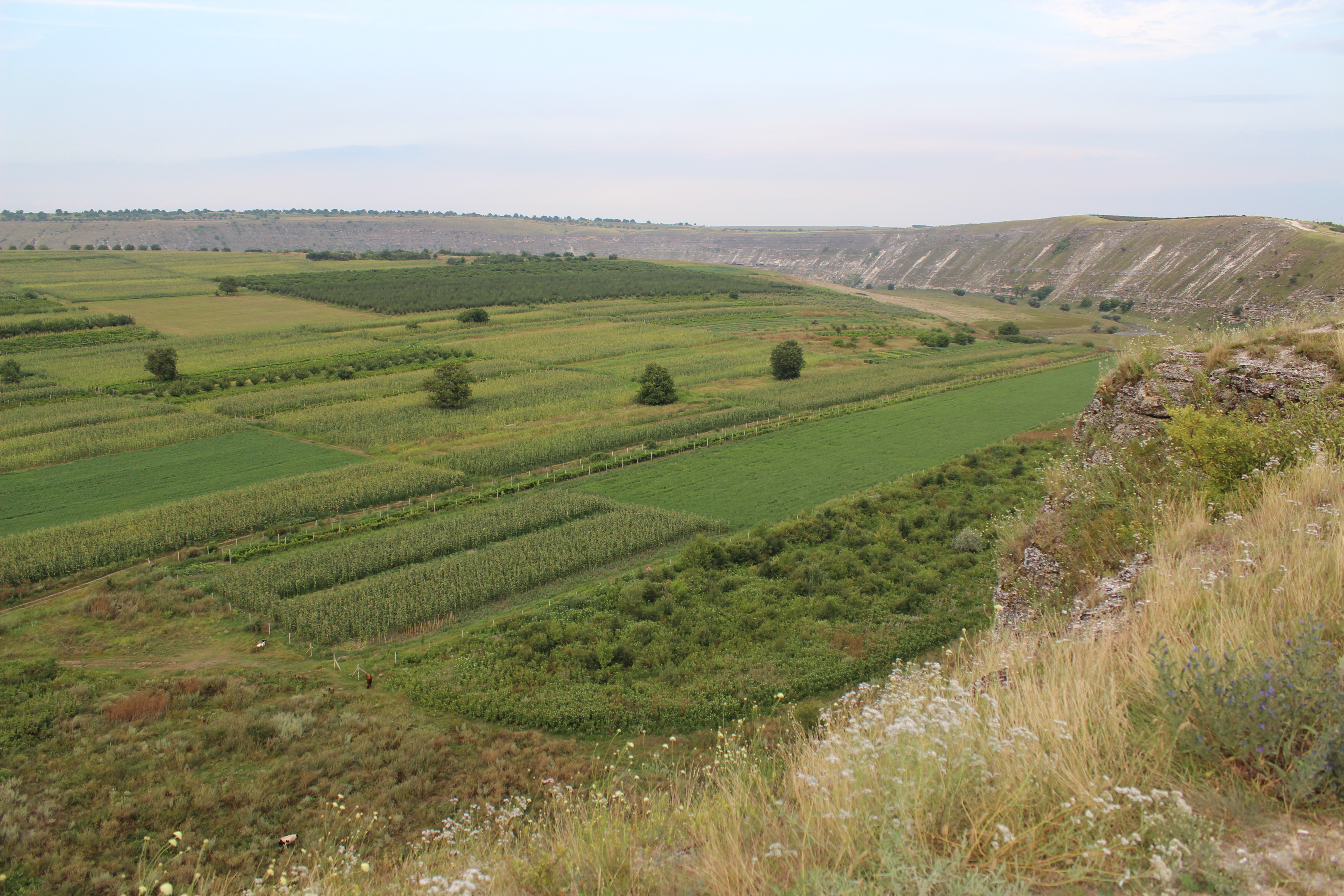
Le saṅgha est vu comme un « champ de mérites », car les bouddhistes jugent les offrandes qui lui sont offertes particulièrement fructueuses sur le plan karmique.

Un laïc ou une laïque bouddhiste sincère est appelé respectivement upāsaka ou upāsika. Pour qui reste profane, aucun rituel formel n'est requis. Certains passages du Canon Pāli, ainsi que des commentateurs ultérieurs tels que Buddhaghosa, affirment qu'un profane bouddhiste peut gagner le ciel par la seule force de sa foi et de son amour pour le Bouddha. Pourtant dans d'autres passages, la foi est mentionnée au côté d’autres vertus — par exemple la moralité — comme l'une des qualités qui conduisent le fidèle au ciel,. Quoi qu'il en soit, la foi est une part importante de l'idéal des laïcs bouddhistes, car ceux-ci sont décrits comme des personnes allant souvent voir le saṅgha, écoutant les enseignements des moines et, plus important encore, leur faisant la charité. Dans la vie laïque, Saddhā, la foi, est fortement lié au dāna (don, générosité) : le don vrai est celui qui est spirituellement le plus important.
La foi est incluse dans les listes de vertus pour les laïcs, et elle est donc décrite comme une qualité progressive pour les pratiquants, car les nouveaux pratiquants dans la religion bouddhiste sont aussi vus comme « nouveaux dans la dévotion ». Ainsi, il existe diverses listes de vertus dans lesquelles on retrouve la foi,, et d'autres courants anciens ont également donné à la foi un rôle de premier plan, comme les Sarvāstivādin. De plus, le bouddhisme primitif décrit la foi comme une qualité importante chez les « entrés dans le courant » (sanskrit śrotāpanna), un état qui précède l'illumination,. Dans les descriptions standard des gens qui ont quitté la maison (sanskrit pravrajya) —c'est-à-dire qui ont été ordonnés comme moines, la foi est donnée comme une motivation importante. Malgré ce rôle, certains indianistes comme André Bareau et Lily De Silva pensaient que le bouddhisme primitif n'attribuait pas à la foi la même valeur que dans d'autres religions comme le christianisme. Bareau a soutenu que « le bouddhisme n'a pas de [concept de la] foi pure comparable à celle du christianisme... L'idée d'une foi aveugle, une foi absolue dans la parole d'un maître, va complètement à l'encontre de l'esprit du bouddhisme primitif, ». La traductrice Caroline Rhys Davids n'était cependant pas d'accord avec un tel point de vue, affirmant que « la foi n'est pas moins importante [pour le bouddhisme] que pour toutes les religions dignes de ce nom,, ». L'indianiste Richard Gombrich soutient que le bouddhisme ne prescrit pas de croire en quelqu'un ou quelque chose qui nécessiterait d'aller à l'encontre de la raison. En outre, Gombrich pense que le Bouddha n'a pas eu pour objectif de créer une religion qui se concentre sur la dévotion à sa personne, bien qu'il reconnaisse qu'une telle dévotion a déjà commencé du vivant du Bouddha,. Gombrich note qu'il y a beaucoup de matériel dans les écritures primitives soulignant l'importance de la foi, mais soutient que « la croissance des rites et des liturgies bouddhistes était sûrement une conséquence totalement involontaire de la prédication du Bouddha ».

#### Foi et prise de refuge

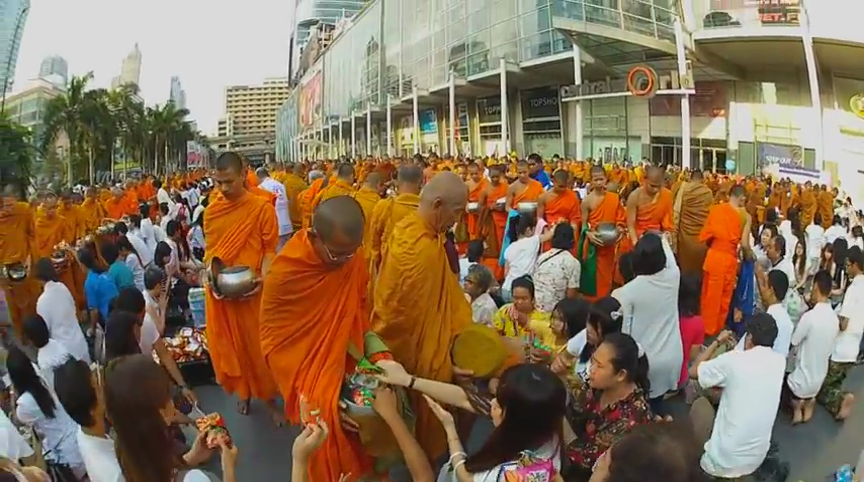
Dans le canon Pāli, le moine bouddhiste joue un rôle important dans la promotion et le maintien de la foi parmi les laïcs.

Depuis le début du bouddhisme, les fidèles ont exprimé leur foi à travers la triple prise de refuge. En cela, il se concentre sur l'autorité d'un Bouddha en tant qu'être suprêmement éveillé, en acceptant un rôle pour un Bouddha en tant qu'enseignant à la fois des humains et des devās (êtres célestes). Cela inclut souvent d'autres Bouddhas du passé et des Bouddhas qui ne sont pas encore apparus. Deuxièmement, la prise de refuge rend hommage à la vérité et à l'efficacité de la doctrine spirituelle du Bouddha, doctrine qui inclut les caractéristiques des phénomènes (pali : saṅkhāra) comme leur impermanence (pali : anicca), ainsi que le chemin vers la libération,. L'acte de se réfugier se termine par l'acceptation de la dignité de la communauté des disciples spirituellement développés (le saṅgha) — qui est principalement définie comme la communauté monastique, mais peut également inclure des laïcs et même des devās à condition qu'ils soient presque ou complètement éveillés,. Le Bouddhisme primitif n'incluait pas les bodhisattvas dans les Trois Refuges, car ils étaient considérés comme étant toujours sur le chemin vers l'illumination.
Les premiers textes décrivent le saṅgha comme un « champ de mérite », car les premiers bouddhistes considèrent que faire des dons au sangha est particulièrement favorable pour leur propre karma. Les fidèles laïcs soutiennent et vénèrent le saṅgha, parce qu'ils croient que cela augmentera leurs mérites et les rapprochera de l'éveil. Parallèlement à cela, le moine bouddhiste se voit attribuer un rôle important dans la promotion et le maintien de la foi parmi les laïcs. Mais si les exemples de moines vertueux sont nombreux dans le Canon pali, on y croise aussi des moines se conduisant mal. Dans de tels cas, les textes montrent le Bouddha répondant avec une grande sensibilité aux perceptions de la communauté laïque. Lorsque le Bouddha établit de nouvelles règles dans le code monastique pour faire face aux méfaits de ses moines, il déclare généralement qu'un tel comportement doit être réprimé s'il ne « convainc pas les non-croyants » et que « les croyants se détourneront ». Il attend des moines, des religieuses et des novices non seulement qu'ils mènent la vie spirituelle pour leur propre bénéfice, mais aussi qu'ils entretiennent la foi du peuple. D'un autre côté, ils ne doivent pas essayer d'inspirer la foi par l'hypocrisie ou l'inaptitude, par exemple en pratiquant d'autres métiers à côté de leur état monastique, ou en courtisant des faveurs à travers des dons aux laïcs,.
Ainsi, prendre refuge est une aspiration à mener une vie avec les Trois Refuges en son cœur. La prise de refuge se fait en récitant une brève formule dans laquelle on affirme prendre refuge dans le Bouddha, puis dans le dharma et finalement dans le saṅgha,. Dans les premières écritures bouddhistes, prendre refuge est le moyen d'exprimer sa détermination à suivre la voie du Bouddha. Elle n'est en rien un abandon de ses responsabilités.

#### Foi et vérification personnelle
La foi peut conduire les pratiquants à se réfugier dans les Trois Refuges, ce qui les ouvre à de nouvelles expériences spirituelles qui leur étaient auparavant inconnues. C'est l'aspect dévotionnel ou mystique de la foi. Mais il y a aussi un aspect rationnel, dans la mesure où la valeur de la prise de refuge est enracinée dans une vérification personnelle. Dans le discours intitulé Kalāma Sutta, le Bouddha plaide contre le fait de suivre une autorité sacrée, une tradition, une doctrine sur la logique, ou contre le respect d'une personne envers des enseignants simplement du fait qu'ils sont ses enseignants. La connaissances provenant de telles sources est basée sur l'avidité, la colère et l'illusion, et les fidèles bouddhistes devraient se montrer impartiaux face à de telles connaissances, et ne pas les suivre aveuglément. Mais il ne s'agit pas non plus de tout rejeter. Il faut examiner si un enseignement est véridique en étudiant personnellement la vérité spirituelle, en distinguant ce qui mène au bonheur, et ce qui ne le fait pas,,. Donnant un exemple d'une telle approche, le Bouddha déclare que la pratique de l'abandon de l'avidité, de la colère et de l'illusion sera bénéfique pour le pratiquant, qu’il y ait ou non rétribution karmique et renaissance. Ainsi, l'expérience personnelle et le jugement sont mis en avant dans l'acceptation du Bouddha et du bouddhisme. Cependant, on doit également tenir compte des conseils des sages.
Dans le discours appelé Canki Sutta, le Bouddha souligne que les croyances des gens peuvent se manifester de deux manières différentes: elles peuvent être authentiques, factuelles et correctes; ou au contraire, vaines, vides et fausses. Ainsi, lorsqu'une personne a une certaine croyance, elle ne doit pas tirer la conclusion « cela seul est vrai, tout le reste est faux », mais plutôt « préserver la vérité » avec la conscience que « c'est ma croyance,, ». Le sutra reproche donc, entre autres choses, à la révélation divine, à la tradition et aux éléments rapportés par des tiers, de conduire à une « foi sans fondement » et de n'être que des moyens insuffisants pour atteindre la connaissance spirituelle ou la vérité,. Toutefois, dans le Sandaka Sutta, le Bouddha critique également le simple raisonnement ou la logique comme moyens d'accéder à la vérité,. Car des connaissances personnelles et intuitives directes sont nécessaires pour atteindre la vérité, à condition que ces connaissances ne soient pas entachées de préjugés et qu'elles ne soient pas biaisées,. Ainsi, croyance et foi ne suffisent pas pour arriver à la vérité, même dans les affaires spirituelles où d'autres traditions religieuses feraient référence à la foi. Le Bouddha se distancie des traditions qui exigent une foi aveugle dans des Écritures ou des enseignants,. Dans un sutra, à la question de savoir sur quelle autorité le Bouddha fonde ses enseignements, il répond qu'il ne les base pas sur la tradition, la foi ou la raison, mais qu'il prend plutôt sur l'expérience personnelle comme source d'autorité.

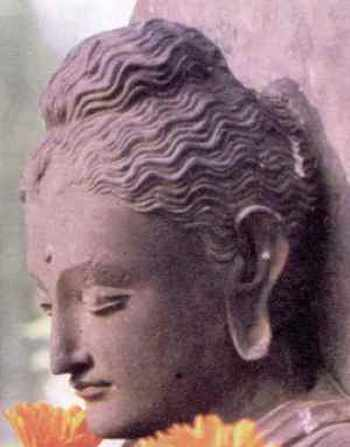
Le Bouddha déclare dans plusieurs discours, dont le Vimaṁsaka Sutta, que ses disciples devraient enquêter longuement même sur lui, afin de savoir s'il est vraiment éveillé et pur dans sa conduite.

En conclusion, le pratiquant bouddhiste devrait vérifier le jugement moral et la vérité en les expérimentant personnellement. Cela conduit alors à une acceptation provisoire, appelée « préserver la vérité ». La foi va de pair avec une attitude ouverte qui désire apprendre et tester, afin de se familiariser avec un enseignement. Grâce à cette vérification personnelle, la foi d'une personne s'approfondit, passant alors de la « préservation » à la « découverte » de la vérité,. Ce processus de vérification implique une expérience ordinaire, mais aussi l'expérience yogique dans laquelle on cultive son esprit. De plus, le Bouddha applique ces critères à son propre enseignement: s'il est qualifié pour enseigner son dharma, c'est parce qu'il l'a vérifié par lui-même et qu'il ne l'a pas appris de quelqu'un d'autre ou par pur raisonnement. Le Bouddha déclare dans plusieurs sutras (par exemple le Vimaṁsaka Sutta), que ses disciples devraient même longuement enquêter sur lui, le Bouddha, et l'observer, afin de vérifier s'il est réellement éveillé et si sa conduite est pure conduite,. Plusieurs personnes sont décrites dans le canon Pāli observant le Bouddha de cette manière, et arrivant ainsi à une foi fondée. Cela ne signifie pas, cependant, que le Bouddha n'accepte aucun acte de révérence envers sa personne: il enseigne que les actes de dévotion peuvent aider à élever l'esprit des pratiquants laïcs, et les aider sur le chemin d'une meilleure renaissance et éclaircissement. La dévotion est donc un sujet qui requiert l'intérêt du praticien sérieux.

#### La foi, étape initiale
La foi est une première étape qui consiste à placer sa confiance dans le Bouddha en tant que maître spirituel, et à accepter ses enseignements. La foi est considérée comme très utile pour un pratiquant qui découvre l'enseignement bouddhiste,. Dans le Cula-hatthipadopama Sutta, le Bouddha décrit le chemin vers l'illumination comme une route qui commence par la foi placée en sa personne, mais qui continue avec la pratique de la vertu, de la méditation et de la sagesse, pour aboutir à la réalisation de l'éveil. Ainsi, c'est dans la foi initiale que le fidèle trouve la confiance nécessaire qui lui permettra de suivre le chemin jusqu'au but final. C'est pourquoi, dans les premiers enseignements bouddhistes, la foi est généralement présentée comme la première qualité dans les différentes listes progressives de vertus.
Outre saddhā, on traduit par foi traduire d'autres mots ayant une valeur plus élevée que saddhā, tels que pasāda et ses synonymes apparentés pasanna et pasidati. Saddhā s'approfondit lorsque quelqu'un progresse sur le chemin spirituel, et les premiers textes appellent parfois cela pasada,, et parfois bhakti. Pasāda est la foi et l'attirance envers un enseignant, mais une foi qui s'accompagne de clarté d'esprit, de calme et de compréhension. Le disciple pratiquant développe et stabilise sa foi, en la basant sur la perspicacité spirituelle,, ce qui permet à cette foi de devenir « inébranlable, ».
Donc si la seule foi ne suffit pour atteindre la délivrance, elle est un premier pas sur le chemin menant à la sagesse et à l'éveil. De nombreux enseignements, au début du bouddhisme, parlent de la foi comme une première étape, tandis que la sagesse est comme la dernière,. À la dernière étape du chemin bouddhiste — la réalisation de l'arahant — le pratiquant a complètement remplacé la foi par la sagesse. Parvenu à ce stade, l'arahant ne s'appuie plus du tout sur la foi,,, même si l'on évoque parfois pour ce stade une forme de foi réalisée. Par conséquent, le Bouddha fait l'éloge de la plupart de ses disciples pour leur sagesse, plutôt que pour leur foi. Même si le moine Vakkali, que le Bouddha décrit comme « le plus élevé de ceux qui avaient la foi », est une exception à ce qui vient d'être dit, il n'en reçoit pas moins de Shakyamuni l'injonction de se concentrer sur l'enseignement plutôt que sur la personne du Bouddha,,. Et le Bouddha exhortant son disciple Ānanda d'une manière similaire.
Dans le Canon Pāli, différentes approches de la foi sont décrites. Développer la foi en la personne de quelqu'un, y compris la personne du Bouddha, est de peu d'utilité quand on reste trop attaché à des caractéristiques superficielles - telles que l'apparence physique - et pas assez à l'enseignement du Bouddha. On dit que, entre autres inconvénients, une telle approche de la foi conduit à l'affection et à la colère. C'est un obstacle qui empêche de marcher sur les pas du Bouddha et d'atteindre l'éveil, comme dans le cas de Vakkali. Foi et dévotion doivent toujours aller de pair avec un sens de l'équanimité,,.

### Le bouddhisme Mahāyāna

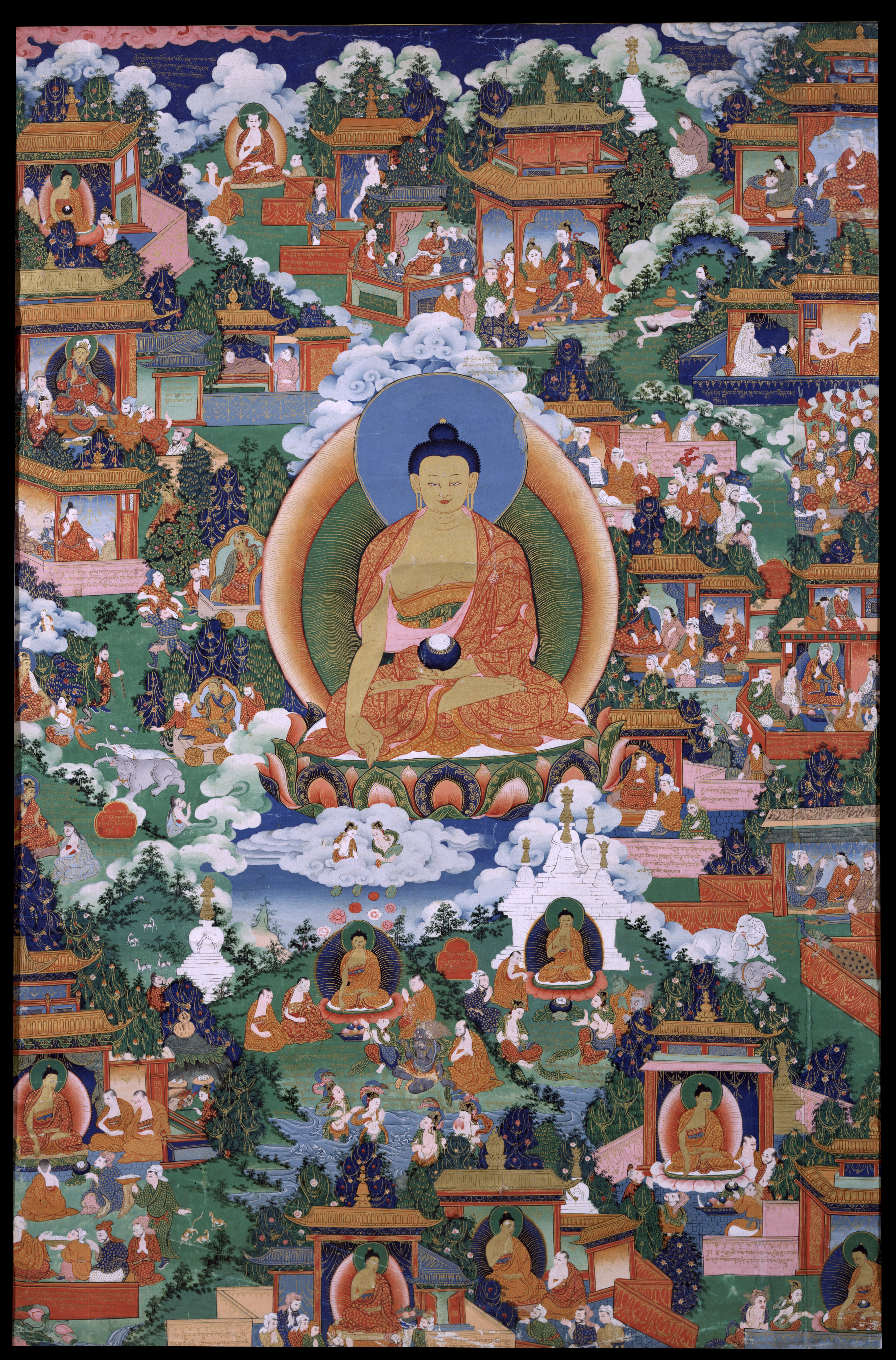
Shakyamuni Bouddha au centre de scènes des légendes de l'Avadāna.

Sous le règne de l'empereur Ashoka (du troisième au deuxième siècle avant notre ère), les bouddhistes ont mis davantage l'accent sur la foi, car Ashoka a favorisé le développement d'un bouddhisme populaire afin d'unifier son empire. Cette nouvelle tendance a conduit à un renforcement accru des stūpas et à une extension d'une littérature basée sur la foi, appelée Avadana,. Au deuxième siècle de notre ère, les représentations du Bouddha sont devenues plus courantes, tandis que les religions indiennes mettaient progressivement l'accent sur la bhakti, une forme de dévotion intime envers un dieu. Cela a ouvert de nouvelles perspectives dans le bouddhisme, résumées par le bouddhologue Peter Harvey comme « compassion, foi et sagesse », qui ont permis l'émergence du bouddhisme Mahāyāna,.
D'une manière générale, la foi joue un similaire similaire dans les courants Mahāyāna et Theravāda,. Dans les deux cas, la foi est un aspect incontournable de la pratique. Et la foi continue d'occuper une place importante dans les sociétés bouddhistes rattachées au courant Theravada. Car les Theravādins voient la foi dans les Trois Refuges comme une force protectrice dans la vie quotidienne, surtout lorsqu'elle est combinée à une vie morale. Cependant, avec la montée du bouddhisme Mahāyāna, la gamme des enseignements sur la foi s'élargit en même temps qu'ils s'approfondissaient. Un grand nombre de bodhisattvas se sont concentrés sur la dévotion et la foi, donnant au Mahāyāna un aspect que l'on pourrait qualifier de « théiste, ».
Au début du bouddhisme, on trouvait déjà dans les enseignements des passages qui suggéraient que le Bouddha et d'autres êtres éveillés avaient une nature transcendante. Plus tard, les Theravādins (relevant donc du courant appelé Hīnayāna) ont cru que Maitreya, le Bouddha du futur, les attendait au ciel, et ils se sont mis à lui rendre hommage. Cependant, les mahâyânistes ont poussé cette idée beaucoup plus loin,. Après la mort du Bouddha, le regret de ne plus être en contact avec le Bouddha gagna les communautés bouddhistes qui asprirèrent alors à le « voir » (ce qu'on appelle darśana) et désirèrent aussi recevoir son pouvoir,. En réponse à ces attentes, les Mahāyānistes ont donc étendu la signification des Trois Refuges afin d'y inclure les bouddhas qui résident dans les cieux, qu'ils ont appelés plus tard sambhogakāya Bouddha, « corps de félicité, ». Progressivement, l'importance de plus en plus grande accordée à ces bouddhas célestes, qui se manifestent tout le temps et partout, a commencé à éclipser le rôle du Bouddha Gautama dans la foi bouddhiste,. On peut noter que Bouddhisme de la Terre Pure a essentiellement recentré sa foi sur ces Bouddhas célestes, en particulier le Bouddha Amitābha,.
À partir de cette dévotion aux bouddhas célestes,, les bodhisattva les plus importants, qui représentaient les idéaux de Mahāyāna, devinrent progressivement les objets d'une vénération et d'un culte importants, et au sixième siècle de notre ère, la représentation des bodhisattvas dans l'iconographie bouddhiste était devenue courante, comme les bodhisattva Avalokiteśvara et Manjusri, figurant respectivement la compassion et la sagesse. Les récits sur les bodhisattvas et leurs bonnes actions qui se développèrent mentionnaient souvent des actions avec de grands enjeux, et il est probable que leurs auteurs voulaient plus faire de ces êtres des objets de dévotion que des exemples.
C'est ainsi qu'aux XIIe et XIIIe siècles, dans le bouddhisme japonais, l'accent s'est déplacé de l'éveil personnel à la connexion avec la nature universelle de Bouddha et avec les royaumes où ces vivent les bouddhas. Avec le développement du système de pensée Mādhyamaka, le Bouddha n'était donc plus considéré seulement comme un personnage historique, et l'idée de l'unité fondamentale de tous les êtres vivants devint partie intégrante de la théorie et de la pratique bouddhistes. Selon l'universitaire bouddhiste Minoru Kiyota, ce développement a conduit au mouvement de dévotion du bouddhisme de la Terre Pure tandis qu'il a amené le zen à mettre l'accent sur la recherche, en soi-même, de la nature de Bouddha.
Dans le bouddhisme Mahāyāna chinois et japonais, les termes les plus fréquents qui traduisent foi sont Xin (chinois) et shin (japonais): ces termes peuvent renvoyer à la confiance, mais aussi à une acceptation sans réserve de l'objet de sa dévotion. Ils sont également utilisés, comme dans le bouddhisme Chan et Zen, pour marquer la confiance que la nature de Bouddha (tathāgatagarbha) est cachée dans notre esprit et qu'elle peut être trouvée lorsque l'on se détache des habitudes de l'esprit,,. Dans ce sens, les bouddhistes Chan et Zen considèrent la Grande foi (japonais Daishinkon) comme l'un des Trois Essentiels (japonais : Sangan) de la pratique de la méditation, les deux autres étant le Grand doute (japonais : Daigi) et la Grande détermination (japonais : Daifunshi),. De leur côté, les bouddhistes de la Terre Pure distinguent entre d'une part l'aspect de l'esprit qui est fidèle, et qui est éveillé en pratiquant la dévotion et l'humilité envers le Bouddha Amitābha — appelé dans ce cas xinji (chinois) ou shinjin (japonais) — et d'autre part la joie et la confiance de pouvoir rencontrer le Bouddha Amitābha —  appelé alors xinfa (chinois) ou shingyō (japonais),,. Enfin, les traditions de la Terre Pure décrivent l'éveil de la foi comme une expérience transcendantale, au-delà du temps, semblable à un état précédant l'éveil.
Dans les enseignements du maître japonais de la Terre pure Shinran, une telle expérience de la foi — que Shinran a appelée « Lumière » (japonais : kōmyō) —, impliquait que les fidèles soient profondément convaincus de la détermination et de la sagesse du Bouddha Amitābha pour les sauver, mais aussi qu'ils se sentent totalement dépendants d'Amitabha à cause de leur faiblesse personnelle.
Si l'émergence du bouddhisme Mahāyāna a été accompagnée de développements importants, il serait cependant réducteur d'affirmer qu'aucun mouvement de dévotion n'existait avant cette émergence. La dévotion était déjà devenue une pratique courante dans les textes et les pratiques à l'époque où les textes de l'Abhidhamma ont été compilés, et donc bien avant que le Mahāyāna ne se développe. Plus tard en outre, le bouddhisme Theravāda a commencé à mettre davantage l'accent sur les récits hagiographiques du Bouddha et des Bodhisattva, et dans nombre de ces récits, le Bouddha joue un rôle majeur dans l'éveil d'autres personnes.

#### Tiantai, Tendai et bouddhisme Nichiren

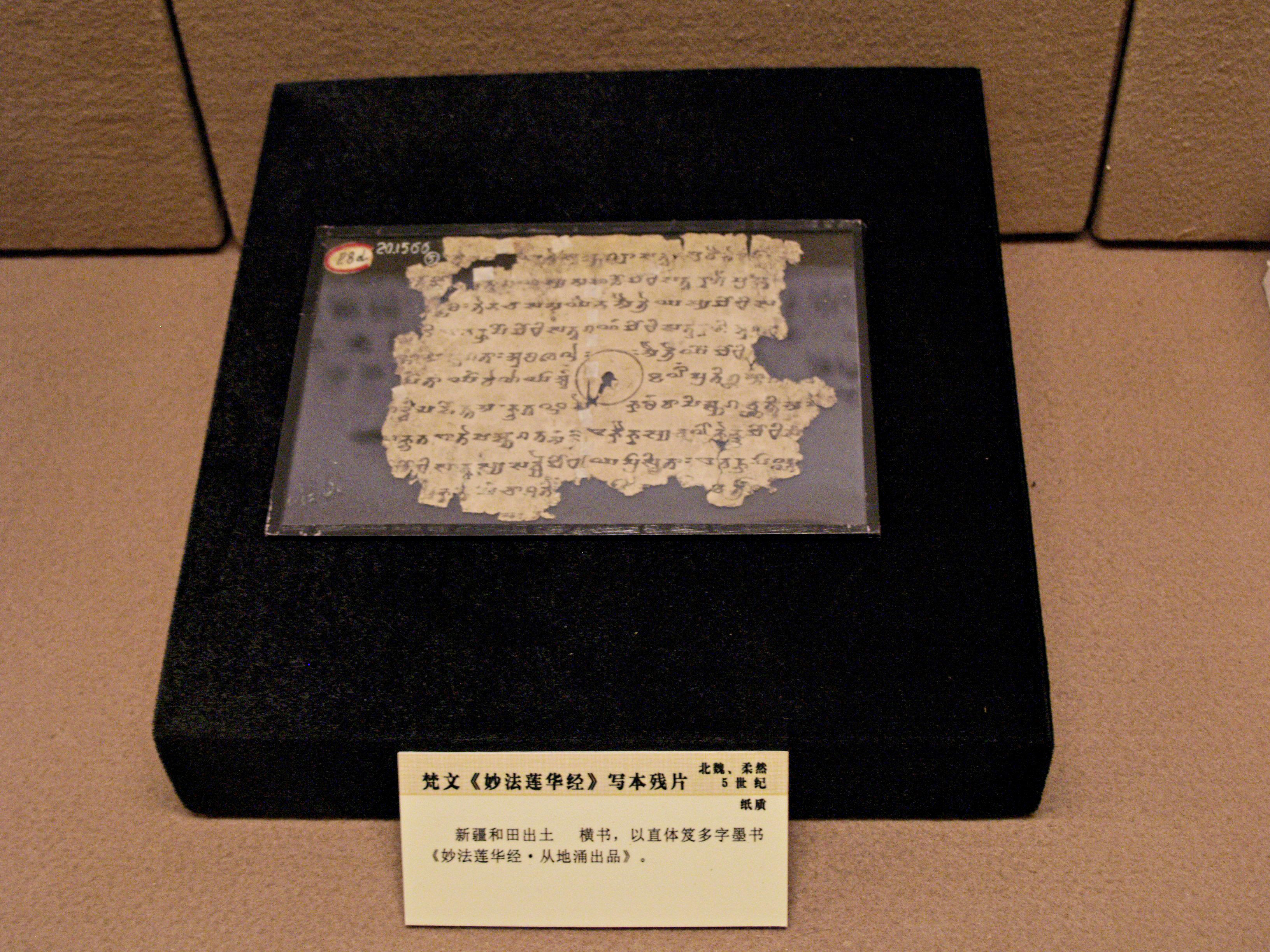
Fragment du Ve siècle d'un manuscrit sanskrit du Sutra du Lotus de Rouran, dans le nord de Wei, découvert à Hetian, dans la province du Xinjiang. (Musée du mausolée du roi Nanyue, Chine (en))

Le Sūtra du Lotus, l'un des textes les plus vénérés (sanskrit : sūtra) en Asie du Sud-Est reprend l'idéal de la foi. Dans la Chine et le Japon médiéval, de nombreuses légendes miraculeuses étaient liées au Sūtra du Lotus, ce qui contribua à sa popularité. Les chercheurs ont suggéré que l'accent mis par ce sūtra sur le Bouddha vu comme un père a contribué à sa popularité.
Le Sūtra du Lotus a été composé au cours des deux premiers siècles de l'ère commune. Adeptes de ce qu'on pourrait appeler un « culte du livre », les mahâyânistes ont substitué le culte du Dharma représenté dans le sutra au culte des stupas reliquaires. Ils honoraient et vénéraient le Sūtra du Lotus, ainsi que beaucoup d'autres sutras du Mahāyāna, tout comme avant l'apparition de cette école, on vénérait les stūpas. Et ils vénéraient le Sūtra du Lotus plus que la majorité des sūtras. Le sūtra lui-même décrit différents types de dévotions envers lui — le recevoir et le conserver, le lire, le réciter, l'enseigner et le recopier — et on lui rendait donc un culte de multiple manière. Les copies du Sūtra du Lotus ont très souvent été rehaussées de peintures et d'enluminures, et certains exemplaires font partie des sommets de l'art japonais. Ainsi, des scribes ont représenté chaque lettre comme s'il s'agissait d'un Bouddha enchâssé dans un stūpa,.

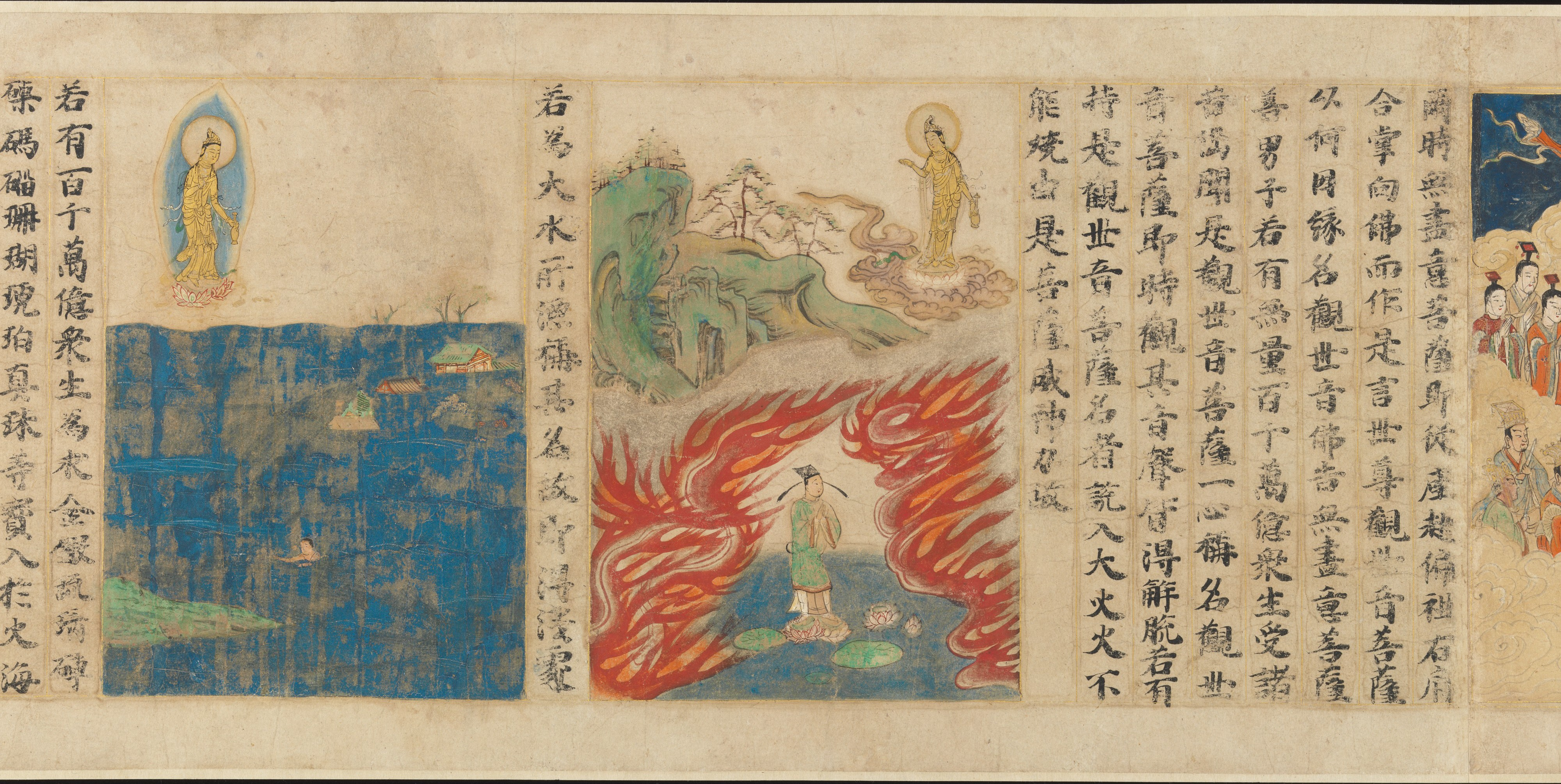
Extrait du Sutra du Lotus, chapitre 25, « la Porte universelle ». Calligraphie par Sugawara Mitsushige, époque de Kamakura. Daté de 1257; encre, peinture et or sur papier. Metropolitan Museum of Art.

Bien que les implications théoriques du Sūtra du Lotus aient influencé les érudits traditionnels, les pratiques de dévotion entourant le Sutra ont affecté encore plus le bouddhisme. L'école chinoise Tiantai (VIe siècle) et sa forme japonaise plus tardive, le Tendai, ont continué à promouvoir le culte du Lotus Sūtra, associé à la dévotion envers le Bouddha Amitābha,. Ces écoles croient que le Sūtra du Lotus occupe une place éminente parmi tous les enseignements du Bouddha, et qu'il conduit à l'éveil dans cette vie. Certaines écoles de la période Kamakura (XIIe – XIVe siècle), ont marqué un profond respect envers le Sūtra du Lotus dans la mesure où elles le voyaient comme l'unique véhicule ou encore la voie du dharma. Et le maître japonais Nichiren (1222-1282) pensait que seule cette pratique conduisait la société à une Terre de Bouddha idéale.
C'est pourquoi Nichiren a encouragé la foi et le culte du sūtra, émettant de vives critiques envers les autres écoles et types de culte,. Voyant le sutra comme une prophétie de la mission de son propre mouvement,, il croyait que la dévotion au sutra permettrait d'établir une Terre pure pourrait être établie ici-bas, une terre qui soit une représentation de l'idéal de l'éveil dans le bouddhisme Māhayāna. Il enseignait que la vénération du sūtra conduit le pratiquant à s'unir avec le Bouddha éternel, dont il croyait que tous les bouddhas sont des manifestations. Nichiren a encouragé l'invocation du titre de ce sutra sur la base de « la seule foi ». En dépit de cette grande dévotion au Sūtra du Lotus, Nichiren a minimisé l'étude du sutra, estimant que réciter le titre du sutra était la pratique la plus efficace pour les personnes vivant à « l'Âge du déclin du Dharma ».
De nos jours, plus de quarante organisations perpétuent la tradition de Nichiren, dont certaines sont des organisations laïques.

#### Le bouddhisme de la Terre Pure

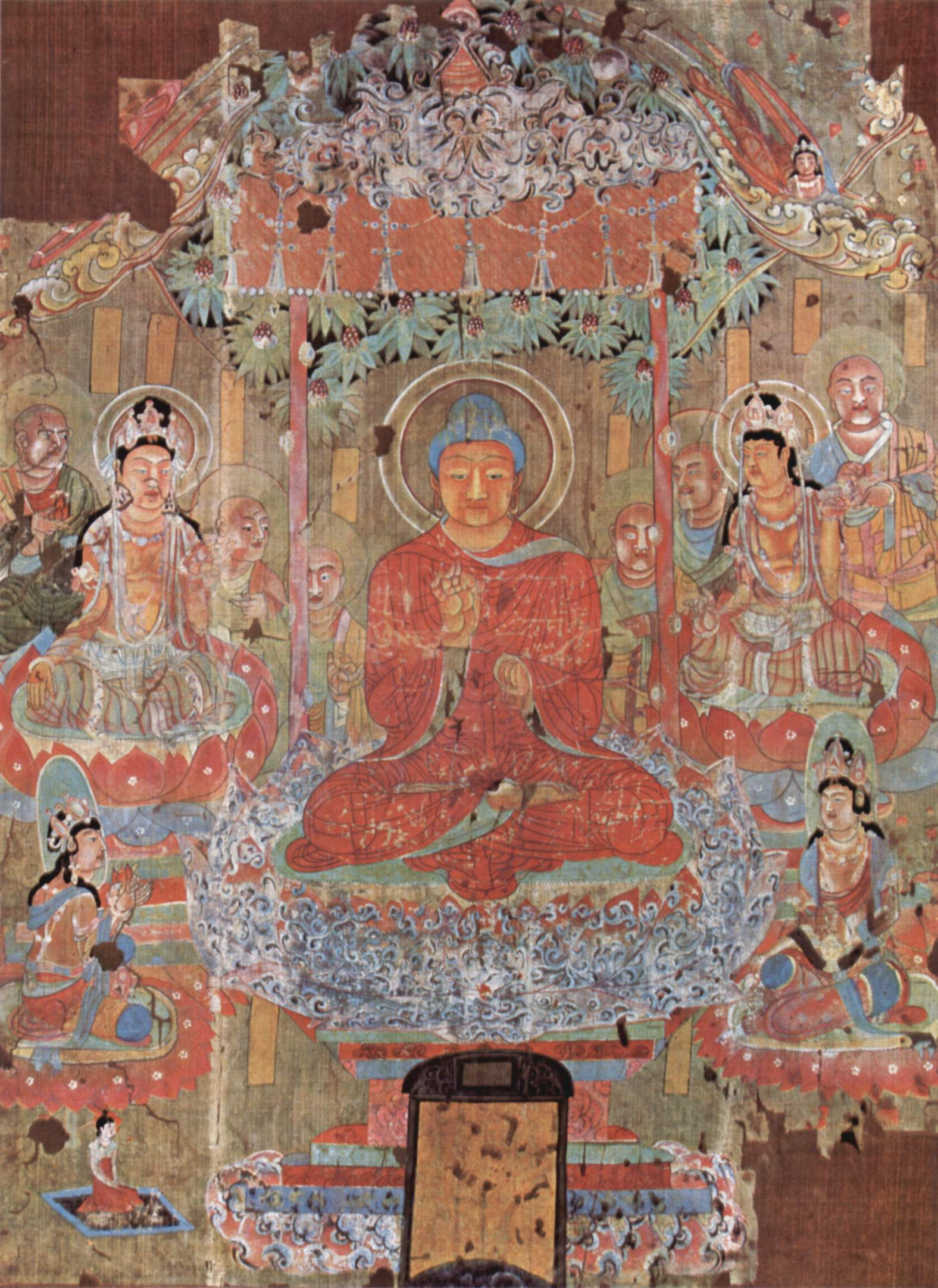
Le Bouddha Amitābha.

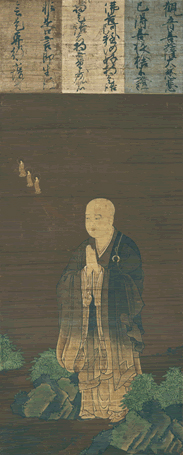
Peinture du prêtre et écrivain chinois Shandao. (Époque de Muromachi (1337-1573)

C'est peut-être dans les sūtras de la « Terre Pure » que l'importance sotériologique de la foi et de la dévotion est portée au pinacle. Lorsque la dévotion aux bouddhas célestes s'est développée dans le bouddhisme Mahāyāna, l'idée est née que ces bouddhas étaient capables de créer des champs de bouddha (sanskrit : buddha-kṣetra) ou des Terres pures (sanskrit : sukhāvatī). Dans le bouddhisme de la Terre Pure, c'est la foi dans la compassion salvifique du Bouddha Amitābha, associée au désir sincère d'entrer dans sa Terre Pure qui est censée y apporter la délivrance. Cette Terre Pure prépare le pratiquant à l'entrée dans l'éveil et le Nirvana,. Le bouddhisme de la Terre Pure différait ainsi à bien des égards de la plupart des formes de bouddhisme de l'époque, qui étaient basées sur l'effort personnel et les techniques de maîtrise de soi.

Les bouddhistes mahâyânistes considéraient Amitabha (sanskrit, « lumière infinie ») comme l'un des bouddhas célestes,. Le Sukhāvatīvyūha (Sūtra de Vie-Infinie) décrit Amitābha comme un moine qui, pratiquant sous un Bouddha à une époque antérieure a fait vœu de créer une terre grâce à ses pouvoirs spirituels. Grâce à cette terre idéale, il pourra facilement guider nombre d'êtres vivants vers l'éveil final. Il a donc fait le vœu qu'une fois qu'il aurait atteint la bouddhéité, il suffirait aux êtres d'invoquer son nom pour renaître dans cette Terre Pure. La dévotion au Bouddha Amitābha a pris naissance en Inde au début de l'ère commune, avant de se répandre au Japon, en Corée, en Chine et au Tibet,. L'idée centrale du bouddhisme de la Terre Pure est que la période dans laqulle vivent actuellement les humains est l'âge du déclin de la Loi bouddhique (chinois : mofa ; japonais : mappō),. Les bouddhistes de la Terre Pure croient que pendant cette période la possibilité propre aux êtres d'atteindre le salut est fortement diminuée. Par conséquent, ils doivent prendre appui sur une puissance extérieure (le Bouddha Amitābha) pour trouver le salut, et repousser leur entrée dans le Nirvana à une autre vie (lors de leur renaissance dans la Terre Pure),. Ce sentiment, répandu, a peut-être été produit par les troubles de l'époque (violentes guerres civiles, famines, incendie, déclin des institutions monastiques. Mais l'idée de s'appuyer sur un pouvoir extérieur pourrait aussi être une conséquence des enseignements du Mahāyāna sur la Nature de Bouddha, ce qui a accentué la distance qui séparait les personnes pas encore éveillées de la bouddhéité. 
Le bouddhisme de la Terre pure a été établi en tant qu'institution par maître Huiyuan (334-416) sur le mont Lu avec la fondation de l'École du lotus blanc. Plus tard, le maître chinois Shandao (613–681) commence à mettre l'accent sur la récitation de mantras en l'honneur du Bouddha Amitābha (chinois : nianfo ; japonais : nembutsu), en combinaison avec différentes autres pratiques,. Il semble que, dès le départ, il y a eu un paradoxe dans la foi dans la Terre Pure, en ce sens que deux idéaux ont été promus simultanément. D'un côté, les maîtres de la Terre Pure ont enseigné que les bodhisattvas qui ont créé leurs Terres Pure étaient exemplaires dans leurs propres efforts pour transformer les mérites en énergie propre à créer la Terre Pure, et ils ont encouragé les pratiquants à suivre cet exemple. De l'autre, on enseignait que les pratiquants devaient compter sur leur seule dévotion aux bouddhas de la Terre Pure — en particulier Amitābha — qui viendraient à leur secours. Dans le bouddhisme japonais de la Terre pure, ce dernier idéal est devenu répandu. Mais même au Japon, il y a eu beaucoup de débats autour de la place à accorder aux efforts actifs du pratiquant d'une part, et à la confiance passive en Amitābha et son vœu d'autre part,,.
Aujourd'hui encore, le bouddhisme de la Terre pure est l'une des religions les plus populaires en Asie de l'Est, et il est pratiqué par la plupart des moines de cette vaste région,. Dans les années 1990, les Chinois âgés continuaient à utiliser le mantra d'Amitābha dans les salutations courantes.

##### La Terre Pure au Japon
Le savant Tendai Genshin (942–1017), le prêtre Tendai Hōnen (1133–1212) et son élève Shinran (1173–1262) ont introduit les enseignements de Shandao au Japon, faisant ainsi pour la première fois du Bouddhisme de la Terre Pure une secte indépendante,. Ils croyaient et enseignaient que la récitation consciente du nembutsu suffirait pour garantir l'entrée des fidèles dans le paradis occidental,. Au contraire de Hōnen qui aurait déclaré que la récitation fréquente du mantra assurerait le salut, Shinran dira, lui, qu'il suffit d'une seule récitation (japonais : ichinengi) pour être sauvé. Les répétitions ultérieures devenaient donc de simples expressions de gratitude envers le Bouddha Amitābha, gratitude qui se marque également par d'autres rites et pratiques religieuses. Et Shinran de conclure qu'une compréhension profonde des enseignements du Bouddha, de la pratique morale et de la méditation n'était pas nécessaire,, considérant même des pratiques telles que la méditation comme nuisibles à la confiance dans le Bouddha Amitabha.
Le concept de foi que Shinran a adopté trouve son origine chez Shandao et présente trois aspects : tout d'abord, une foi sincère en la personne du Bouddha Amitabha; deuxièmement, une confiance profonde dans le vœu que le Bouddha Amitabha avait pris, et une compréhension de sa propre bassesse; enfin, un désir de dédier les mérites accumulés grâce aux bonnes actions à la naissance dans la Terre Pure, où l'on croyait que le Bouddha Amitabha vivait. Pris ensemble, ces trois éléments sont connus sous le nom d'« unicité du cœur » (japonais : isshin),. Shinran enseignait en outre qu'une telle foi, pleine et entière, rendrait les gens égaux au Bouddha à venir, Maitreya, parce que leur plein éveil serait assuré de manière irrévocable,.
Shinran a poussé l'enseignement de Hōnen à l'extrême : puisqu'il était convaincu que sans l'aide du Bouddha Amitābha il était destiné à tomber en enfer, la dévotion à Amitābha et la confiance dans son vœu étaient le seul moyen de salut. Alors que Hōnen avait surtout mis l'accent sur la dévotion au Bouddha Amitābha, Shinran ne s'est pas montré aussi exclusif. Mais d'un autre côté, il a enseigné un chemin de dévotion au seul Bouddha Amitābha. Ainsi, et contrairement à l'école Tendai, le bouddhisme de la terre pure de Shinran s'est concentré sur un ensemble limité de pratiques. La nature sélective de la foi était caractéristique de cette période du bouddhisme japonais : les maîtres japonais de la Terre pure tels que Shinran enseignaient que la Terre pure était la seule voie correcte du bouddhisme ; les autres écoles bouddhiques se virent reprocher d'être inefficaces dans cette ère de déclin du Dharma. (Ce développement d'un « bouddhisme sélectif » (japonais : senchaku bukkyō), visait également le bouddhisme de Nichiren,.) Troisièmement, bien que le bouddhisme primitif eût déjà mis l'accent sur l'abandon de la vanité en pratiquant le dharma, la tradition postérieure de la Terre Pure a poussé cela bien plus loin. Elle affirmera en effet que les gens devraient abandonner tout « pouvoir par soi-même » et s'en remettre au pouvoir de guérison d'Amitābha pour atteindre le salut,. On a même cru que ce pouvoir transcendait la loi du karma. De plus, alors que Honen avait enseigné que la foi pouvait se renforcer par la répétition du nembutsu, Shinran soulignera que la foi devait précéder la pratique, et que cette dernière ne pouvait pas la développer . Quatrième caractéristique du mouvement, sa nature démocratique : à certains endroits, Shinran écrit que les gens « méchants » ont autant de chance d'atteindre la Terre Pure que les « bonnes » gens, une idée similaire au concept chrétien de « salut des pécheurs, ».
Les anciens ordres bouddhistes condamnèrent sévèrement ce mouvement, lui reprochant d'avoir créé une nouvelle école, déformé les enseignements bouddhistes et porté atteinte au Bouddha Gautama. Après que l'empereur eut jugé que certains moines de Hōnen avaient mal agi, celui-ci fut banni pour quatre ans dans une province reculée,. Shinran à son tour fut exilé pour s'être élevé contre le célibat en déclarant que cette pratique était le signe d'un manque de confiance dans le Bouddha Amitabha,. Mais d'autres prêtres qui mettaient en avant la foi dans leurs interprétations furent également bannis, car leurs enseignements étaient souvent adoptés par une clientèle qui n'acceptait pas l'autorité des aristocrates au pouvoir.
Au XVe siècle, Rennyo (1415–1499), un disciple de Shinran considéré comme le deuxième fondateur de l'école Jōdo shinshū, tentera de réformer l'école. Il s'oppose à l'idée de Shinran selon laquelle la moralité n'était pas nécessaire pour entrer dans une Terre Pure et rencontrer le Bouddha Amitabha. Il croit que la morale doit aller de pair avec la foi et qu'elle est un moyen d'exprimer sa gratitude envers Amitābha,. À noter que la Jōdo Shinshu reste la secte bouddhiste la plus populaire et la plus nombreuse dans le Japon contemporain,, se poursuivant en particulier dans les temples Nishi Hongwan-ji et Higashi Hongwan-ji,.

#### Le bouddhisme zen

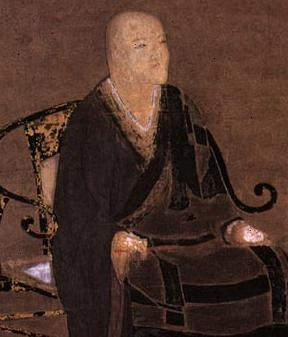
Portrait de Dōgen, maître zen japonais, fondateur de l'écôle Sôtô (1200-1253)

Tout comme ce fut le cas pour l'école Jōdo Shinshu, certaines formes de bouddhisme zen sont apparues en réaction au bouddhisme Tendai. Et comme dans le bouddhisme de la Terre Pure, la foi a joué un rôle dans le Sōtō Zen. C'est Dōgen (1200–53) qui a institué cette forme de zen, également connue sous le nom de « Zen des paysans » en raison de sa popularité dans la société agraire. Outre l'accent sur la pratique de la méditation qui était courant dans d'autres branches du bouddhisme zen, Dōgen a suscité un regain d'intérêt pour l'étude des sūtras, qui, selon lui, encourageaient une foi fondée sur la compréhension. Inspiré par le Chan chinois, Dōgen a été attiré par un retour à une vie simple, telle qu'illustrée dans les sūtras par le Bouddha. Il croyait en outre que zazen (méditation assise) n'était pas seulement le chemin vers l'éveil, mais aussi la réalisation directe de la nature de Bouddha qui est en chaque être. Dōgen enseigne que le pratiquant doit avoir foi en cette nature de Bouddha qu'il est déjà, sans pour autant croire qu'il s'agisse là d'un soi permanent. Dōgen croyait l'éveil possible dans cette vie, même en menant une vie laïque, et il rejetait l'idée de l'ère de déclin du Dharma.

### La foi en Avalokiteśvara

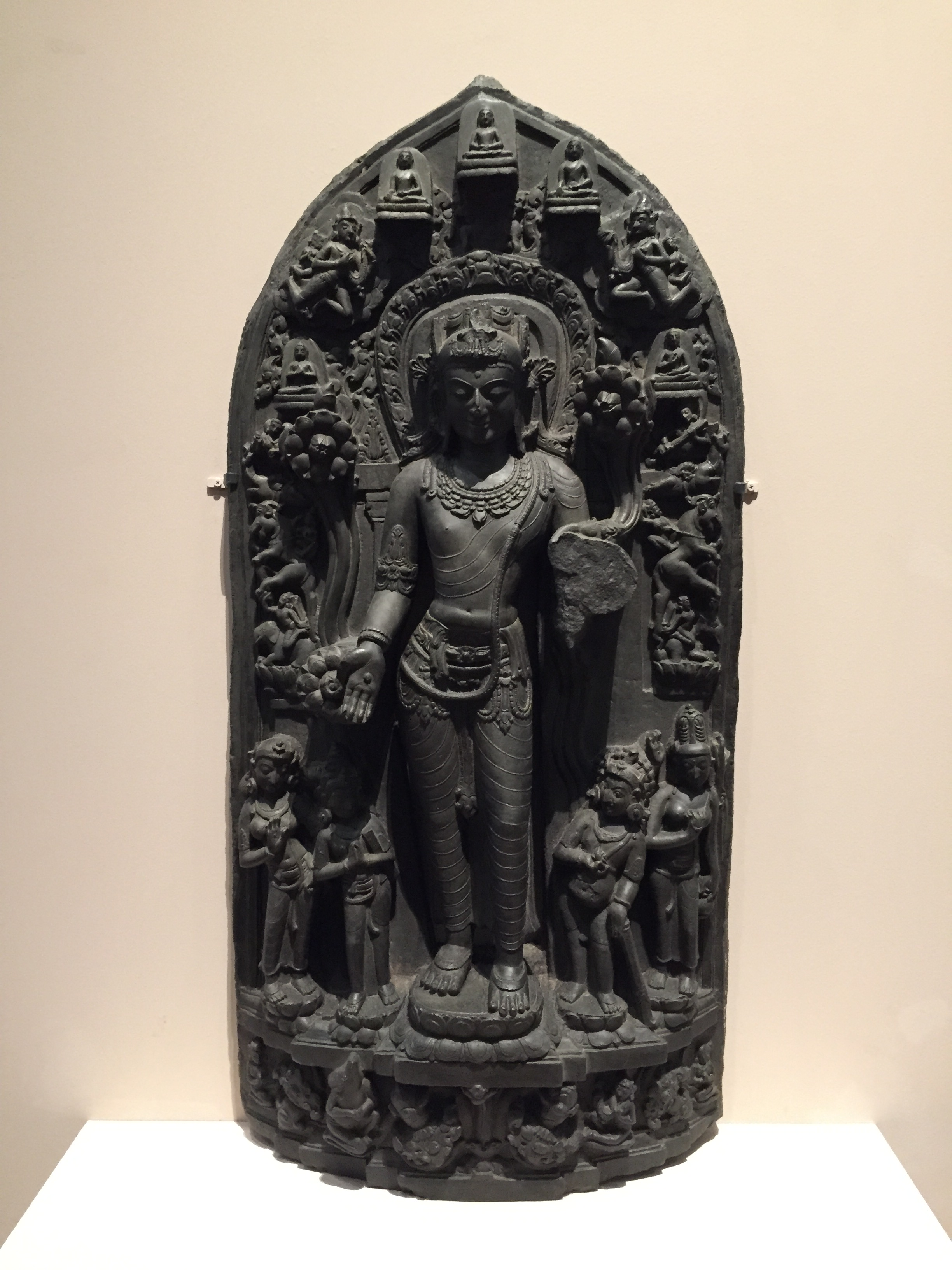
Sculpture d'Avalokiteśvara, avec les cinq bouddhas célestes sur le bord extérieur supérieur. Inde,.

Le bouddhisme d'Asie de l'Est vénère tout particulièrement le bodhisattva Avalokiteśvara, dont le culte vient du nord de l'Inde. En raison de sa compassion infinie, Avalokiteśvara occupe une place de premier plan dans la vénération des bouddhistes de plusieurs pays, tels que la Chine, le Tibet, le Japon, le Sri Lanka ainsi que dans d'autres régions de l'Asie du Sud-Est, et ce quel que soit le rang social des fidèles,.
Selon ce qu'on appelle parfois le Sūtra d'Avalokiteśvara — mais qui est en fait le chapitre XXV du Sūtra du Lotus (intitulé « La porte universelle bodhisattva Avalokiteśvara ») — Avalokiteśvara aidera toute personne qui prononce son nom avec foi, réalisant de nombreux types de souhaits et éveillant les gens à leur nature compatissante de Bouddha,. Avalokiteśvara est fortement lié au Bouddha Amitābha, car on pense qu'il vit dans la même Terre Pure et qu'il viendra à la rescousse de ceux qui invoquent le nom d'Amitābha,. Centrée tant sur le salut que sur des bénéfices mondains, la dévotion à Avalokiteśvara a été promue par la propagation du Sūtra du Lotus,,, ainsi que par les sutras de la Perfection de la sagesse. Les dévots d'Avalokiteśvara le dépeignent souvent comme une femme, et sous cette forme féminine, elle est connue sous le nom de Guanyin en Chine, elle-même issue d'une association avec la divinité bouddhiste féminine Tārā,,. Actuellement[Quand ?], Avalokiteśvara et sa forme féminine Guanyin sont parmi les figures les plus représentées du bouddhisme, et Guanyin est également adoré par les taoïstes. Au Japon, Avalokiteśvara est vénérée sous le nom de Kannon.

### Autres développements historiques

#### Divinités
Dans le bouddhisme, on rend hommage principalement aux bouddhas et autres êtres éveillés, un culte comparable en cela à celui rendu aux dieux dans d'autres religions. Mais bien que le bouddhisme reconnaisse l'existence des divinités, il voit différemment les bouddhas et autres êtres éveillés, en ce sens qu'il les considère comme échappant au cycle des renaissances. Quant à l'adoration et au culte des divinités, ces formes de religiosité ont souvent été tenues pour des formes de superstition, ou au mieux elles ont été vues comme des moyens habiles permettant aux non-éveillés de gagner une meilleure renaissance.
Dans l'histoire de la diffusion du bouddhisme, le lien avec les divinités locales a été un facteur important de succès, même si les bouddhistes ont souvent eu de la peine à le reconnaître, en raison des mouvements locaux pour l'orthodoxie. De plus, les chercheurs se sont peu intéressés au rôle des divinités locales, car cet élément n'est l'objet de recherche d'aucune des disciplines académiques standard étudiant le bouddhisme (par exemple, la bouddhologie ou l'anthropologie). Pourtant, dès le début, les divinités ont joué un rôle dans la cosmologie bouddhiste, bien que les traditions bouddhistes les aient considérées comme subordonnées au Bouddha, rapportant nombre d'histoires où certaines d'entre elles embrassaient l'enseignement bouddhiste et en devenaient même les protectrices. Lorsque les maîtres bouddhistes ont adopté les cosmologies existantes, tout en plaçant le Bouddha au sommet de ces systèmes, une cosmologie bouddhiste est apparue. Une partie de ce processus décrivait ces divinités comme violentes et désorganisées, contrairement au bouddhisme et à ses pratiquants. Cela n'était pas faux, car les missionnaires bouddhistes appartenaient souvent à des cultures plus disciplinées et moins violentes. C'est ainsi que les divinités ressemblant à des serpents (Nâga), celles ressemblant à des oiseaux ou encore les esprits violents qui étaient auparavant le centre des cultes pré-bouddhistes sont devenus les gardiens de l'enseignement bouddhiste. On rencontre fréquemment ce processus d'adoption de divinités par le bouddhisme lorsque les fidèles ou les moines bouddhistes n'ont pas complètement renoncé à leurs anciennes dévotions en embrassant cette doctrine. Par exemple, dans les premières écritures pāli, ainsi que dans certaines coutumes des sociétés bouddhistes traditionnelles, on trouve encore des traces de l'époque où le bouddhisme concurrençait le culte nāga et s'appropriait telle ou telle de ses caractéristiques.
Dans certains pays bouddhistes comme le Japon, une perspective du monde humain comme microcosme des royaumes macrocosmiques des Bouddhas a vu le jour. Cela a débouché sur une tolérance accrue envers les traditions locales et la religion populaire, que l'on considérait liées à ce macrocosme et faisant par là-même partie du bouddhisme. Tous ces développements ont conduit le bouddhisme à inclure de nombreuses divinités dans son système de foi, mais dans ce système chaque divinité a reçu une place et un rôle déterminés, subordonnés au Bouddha . Même le Jōdo Shinshu, pourtant très exclusif, enseignait à ne pas dénigrer le culte des divinités shintoïstes (les  kami), bien que l'école n'autorisât pas un tel culte. En outre, dans de nombreux pays bouddhistes, des spécialistes de traditions et rituels pré-bouddhistes se sont vu confier un office aux côtés des moines bouddhistes. Il s'agissait en général de laïcs qui exerçaient ces fonctions en plus de leur vie laïque normale,.
Le bouddhisme ne s'est pas seulement approprié les divinités dans la religion, mais il a également adapté ses propres enseignements. Selon le professeur d'études religieuses Donald Swearer, les bodhisattvas, le culte des reliques et les hagiographies sont autant de moyens qui ont permis au bouddhisme de s'adapter aux divinités pré-bouddhistes et aux croyances animistes, en les intégrant dans son système de pensée. Ainsi, des mouvements bouddhistes d'Asie de l'Est comme le Lotus blanc chinois résultaient de la modification de ces croyances animistes. Cette transformation de croyances pré-bouddhistes explique également la popularité de mouvements comme le bouddhisme de la Terre Pure japonaise sous Hōnen et Shinran, alors même que dans leurs enseignements, ces deux maîtres s'opposaient à l'animisme.

#### Millénarisme
Le bouddhisme est la forme la plus marquée de millénarisme non-occidental. On trouve dans de nombreuses traditions bouddhistes l'idée — similaire celle que l'on trouve dans les apocalypses —, d'un temps où le monde prendra fin. On rencontre également dans ces traditions l'idée d'une figure millénariste qui apparaîtra à la fin des temps. Pour le bouddhisme, le monde connaît des cycles de déclin et de croissance. La période de déclin se terminera avec l'apparition du souverain universel qui fait tourner la roue, le chakravartin et sera suivie par la venue du Bouddha du futur qui entamera une nouvelle ère de prospérité. La dévotion à une telle figure de Bouddha messianique se rencontre dans presque toutes les traditions bouddhistes. Les mouvements millénaires constituent, entre autres caractéristiques, une forme de défi culturel à la culture dominante, une résistance à "« la tentative de faire passer la raison et la logique avant la foi », selon les mots du politologue William Milesi ».
Les traditions d'Asie de l'Est ont surtout associé la fin du monde à la venue de Maitreya, le Bouddha du futur pour notre ère. Si les premiers textes pāli ne le mentionnent que brièvement, il figure en bonne place dans les traditions sanskrites ultérieures, telles que le Mahasamghika. Par la suite, en Chine, Birmanie et Thaïlande, des mouvements millénaristes l'ont honoré ; ils pensaient que le Bouddha Maitreya apparaîtrait en temps de crise et de souffrances pour inaugurer une nouvelle ère de bonheur,. Au XIVe siècle, en Chine, le mouvement du lotus blanc reprend la croyance en la venue de Maitreya à la fin du monde. Les adeptes de cette école croyaient que leur foi dans les enseignements corrects les sauverait lorsqu'arriverait l'ère du nouveau monde. Ces croyances millénaristes du Lotus blanc ont persisté jusqu'au XIXe siècle, époque à laquelle les Chinois ont identifié l'arrivée de l'âge de Maitreya à la révolution politique. Mais le XIXe siècle n'a pas été le premier à avoir vu les croyances millénaristes entraîner des changements politiques : pendant la majeure partie de l'histoire de la Chine, la foi et le culte envers Maitreya ont souvent inspiré des révoltes visant à améliorer la société en mieux, en attendant la venue du Bouddha du futur,. Certaines de ces rébellions ont été suivies de grandes révolutions et de la chute de dynasties royales. Néanmoins, la foi en l'avènement d'une nouvelle ère de Maitreya n'était pas seulement de la propagande politique pour inciter à la rébellion, mais elle se trouver, selon le mots du spécialiste des études chinoises Daniel Overmyer, « ancrée dans une vie cultuelle vigoureuse ».
Au Japon, on trouve des tendances millénaristes qui se manifestent dans l'idée du déclin de l'ère du Dharma (mappo), une idée particulièrement portée par le bouddhisme de Nichiren. Cependant, des formes de millénarisme à part entière se sont développées à partir du XIXe siècle, avec l'apparition de ce que l'on appelle au Japon les « nouvelles religions » (Shinshūkyō).

### Développements modernes

#### Modernisme bouddhiste
Bien qu'à l'époque moderne, certaines écoles du bouddhisme aient déjà minimisé le rôle de la foi dans la pratique bouddhiste, c'est à partir du XVIIIe siècle que ce rôle vraiment été critiqué. Durant les Lumières, les intellectuels occidentaux en sont venus à considérer la religion comme un objet relatif, parce que lié à une culture, en opposition à l'universalité de la raison. À la fin du XIXe siècle, ce point de vue sur la religion a influencé la façon dont l'Occident a envisagé le bouddhisme. Des auteurs comme Edwin Arnold ont commencé à présenter le bouddhisme comme la réponse à la contradiction entre la science et la religion, parce qu'il serait religion rationnelle, qui ne serait pas liée à une culture particulière. Parallèlement à la progression en Asie de la science et du rationalisme venus d'Occident, des intellectuels de pays asiatiques comme le Sri Lanka ont développé des idées similaires. En raison de la menace constituée par les puissances coloniales et le christianisme, ainsi que de la montée d'une classe moyenne urbaine à la fin du XIXe siècle, le bouddhisme sri-lankais a progressivement changé. Les Occidentaux et les Sri-Lankais éduqués au Royaume-Uni ont défendu un bouddhisme — qualifié aujourd'hui par les spécialistes de « modernisme bouddhiste » ou « bouddhisme protestant » — compris comme une philosophie rationnelle, sans foi aveugle ni idolâtrie, conforme à la science et aux idées modernes,,. Ils considéraient les pratiques traditionnelles telles que le culte des reliques et autres rites dévotionnels comme des corruptions d'une forme idéale et rationnelle du bouddhisme,, tout en intégrant les valeurs victoriennes et d'autres valeurs modernes dans lesquelles ils croyaient voir des éléments bouddhistes traditionnels, souvent sans conscience de leurs racines.

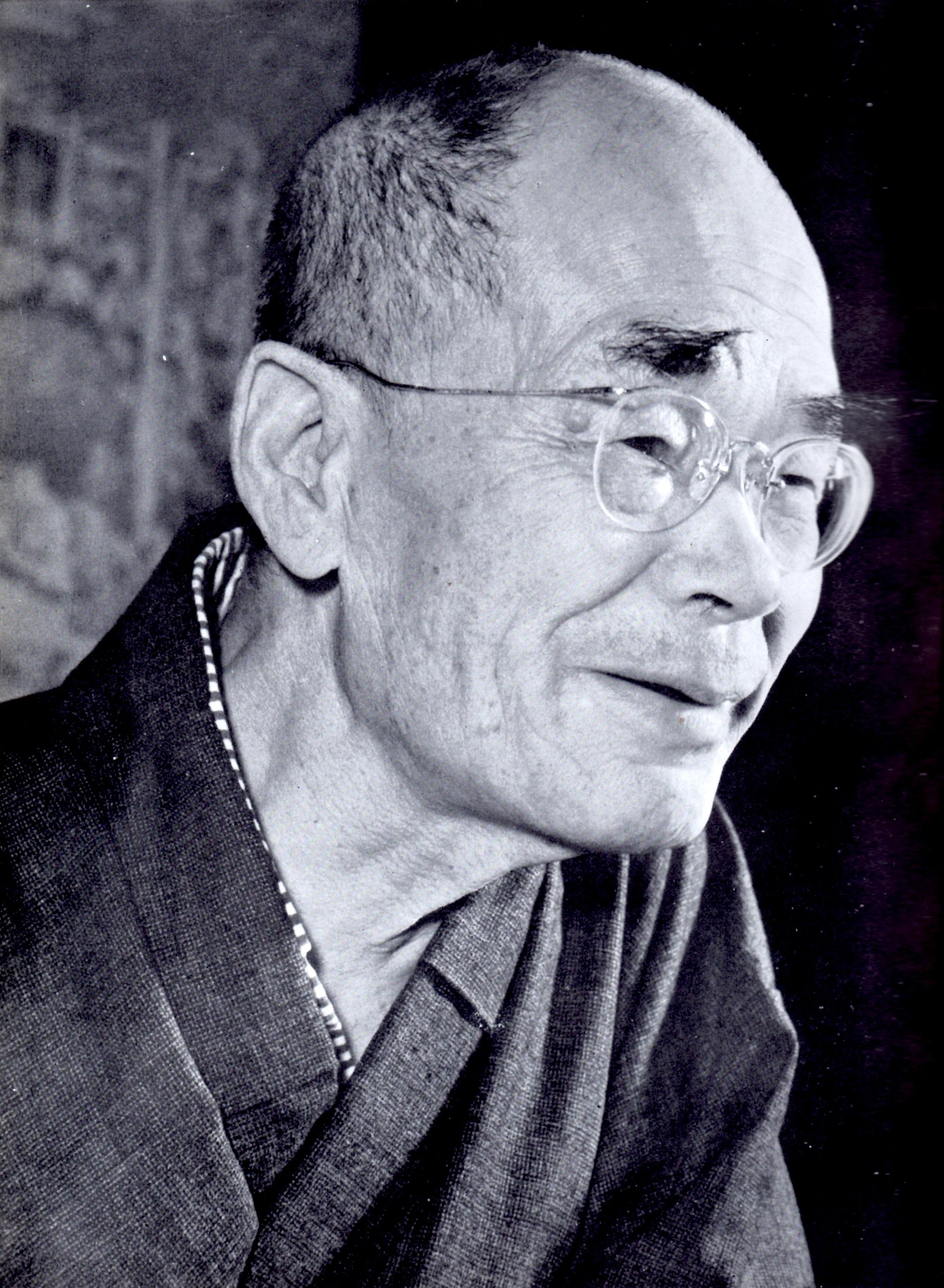
Daisetz Teitaro Suzukii, photographié par Shigeru Tamura.

Au Japon, à partir de la période Meiji, le bouddhisme s'est vu reproché d'être une croyance étrangère et pleine de superstition. En réponse à cela, des écoles bouddhistes, au nombre desquelles figure que le zen, ont développé une approche qui sera appelée « Nouveau Bouddhisme » ou « Néo-bouddhisme » (japonais: shin bukkyo), et qui met l'accent sur la rationalité, le modernisme ainsi que l'idéal guerrier. Au XXe siècle, toujours dans le bouddhisme japonais, est apparu le bouddhisme critique, qui se veut une réponse critique au bouddhisme traditionnel. Ce courant a été le fit de deux universitaires, Hakamaya Noriaki et Matsumoto Shirō. L'école de pensée de Noriaki et Shirō a critiqué les idées bouddhistes chinoises et japonaises, leur reprochant de saper la pensée critique et de promouvoir la foi aveugle et le laxisme qui empêchent de faire progresser la société.
Le spécialiste des études de l'Asie de l'Est, Peter Gregory, note cependant que la tentative des bouddhistes critiques de trouver un bouddhisme pur et intact, ironiquement, ne diffère guère de l'essentialisme qui est critiqué. D'autres chercheurs ont avancé des arguments similaires. Le bouddhisme critique la foi aveugle et la croyance dans la nature du Bouddha, alors même qu'il garde une place à la foi: ainsi, aux yeux de Noriaki, la foi bouddhiste est la capacité critique radicale de distinguer entre le vrai et le faux bouddhisme, et de s'engager dans ce qui est le vrai bouddhisme. Noriaki oppose cette foi véritable à l'idéal japonais de l'harmonie (wa) qui, selon lui, va de pair avec l'acceptation sans réserve d'idéaux non bouddhistes, y compris la violence,.
Bien que ces tendances modernistes se soient répandues en Asie, les chercheurs ont également observé un déclin du rationalisme et la réapparition des enseignements et des pratiques religieuses prémodernes: à partir des années 1980, ils ont observé que dans le bouddhisme sri-lankais, la religiosité dévotionnelle, les pratiques magiques, la dévotion aux divinités ainsi que l'ambiguïté morale s'est répandue, alors que les effets du bouddhisme protestant s'affaiblissaient. Raison pour laquelle Richard Gombrich et l'anthropologue Gananath Obeyesekere ont qualifié cette tendance de « bouddhisme post-protestant »,.

#### Le bouddhisme auXXesiècleen Occident

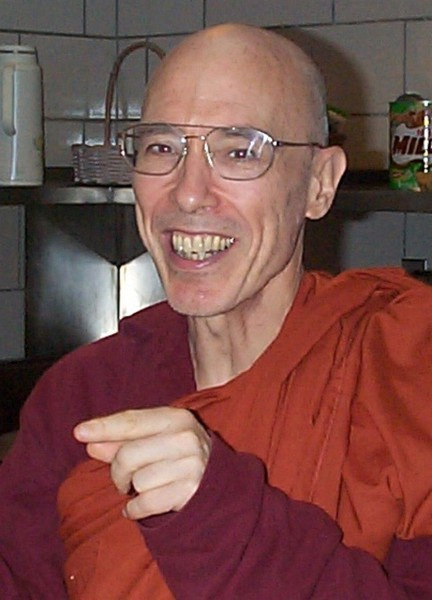
Bhikkhu Bodhi. Pour lui, les Occidentaux n'ont pas vraiment compris la place de la foi dans le bouddhisme.

Alors que le bouddhisme se répand progressivement en Occident au cours du XXe siècle, les pratiques de dévotion continuent à occuper une place importante au sein des communautés d'émigrés d'origine asiatique. En revanche, ces pratiques sont plutôt délaissées par les communautés occidentales de « convertis ». L'influence du modernisme bouddhiste se fait également sentir en Occident, où les organisations dirigées par des laïcs proposent souvent des cours de méditation sans insister sur la dévotion. Les pratiquants occidentaux se sont largement reconnu dans les conceptions d'auteurs comme D.T.Suzuki qui présentent la méditation comme une pratique non religieuse et transculturelle,. De fait, dans le bouddhisme laïc occidental, la méditation sera davantage mise en avant que dans les communautés bouddhistes traditionnelles, tandis que la foi ou la dévotion passeront au deuxième plan,. Par conséquent, comme en Asie contemporaine, ce sont les aspects rationnels et intellectuels du bouddhisme qui sont surtout mis en évidence en Occident, ce qui a souvent permis au bouddhisme d'être l'objet d'un jugement plus favorable que le christianisme lorsque les deux religions étaient comparées. À titre d'exemple, l'auteur et enseignant bouddhiste Stephen Batchelor défend un bouddhisme qui selon lui est la forme ancienne et originelle du bouddhisme, tel qu'il était avant d'être « institutionnalisé en tant que religion ».
Mais contrairement à ces tendances modernistes, on a également relevé que certaines communautés bouddhistes occidentales se montrent très engagées dans leur pratique et leur croyance, si bien qu'elles pratiquent une religion plus traditionnelle que la plupart des formes de spiritualité New Age. En outre, plusieurs enseignants bouddhistes se sont prononcés contre les interprétations du bouddhisme qui suppriment toute foi et dévotion, parmi lesquels le moine et traducteur Bhikkhu Bodhi. Ce dernier soutient que nombre d'Occidentaux ont mal compris le Kālāma Sutta, car le bouddhisme enseigne que la foi et la vérification personnelle doivent aller de pair, et que la foi ne doit donc pas être mise à l'écart.
La dernière partie du XXe siècle a été marquée par une situation unique en ce qui concerne le bouddhisme en Occident : pour la première fois depuis que le bouddhisme a commencé à se répandre hors de l'Inde, de nombreuses traditions bouddhistes sont capables de communiquer dans la même langue. Cela a eu pour conséquence un éclectisme accru, mêlant des éléments des différentes traditions. En outre, avec l'essor de la recherche scientifique sur les méthodes de méditation, d'éminents auteurs bouddhistes se réfèrent à des preuves scientifiques pour vérifier si la pratique bouddhiste est vraiment efficace ou non, plutôt qu'à l'autorité scripturaire ou monastique.

#### Navayāna
En 1956, en Inde, Ambedkar (1891–1956), à la fois dalit (intouchable) et icône de cette communauté, a lancé un mouvement de conversion de masse au bouddhisme, qui a donné naissance à un nouveau courant bouddhiste en Inde, appelé Navayāna (nouveau véhicule). Ambedkar a encouragé des conversions de masse au bouddhisme — qui ont touché jusqu'à 500 000 personnes à la fois — afin de permettre aux dalits d'échapper, grâce à ce changement de religion, à leur condition très dure du fait de leur place dans le système des castes. Dans les années 2010, une série de violences contre les dalits ont entraîné de nouvelles conversions de masse, au Gujarat et dans d'autres États. Certains de ces reconnaissent que la conversion est un acte politique permettant de se réorganiser, car celle-ci pourrait les aider car la conversion pourrait les aider à échapper au système hindou des castes.
Les spécialistes ont vu dans la conception du bouddhisme d'Ambedkar une approche laïque et moderniste plutôt que religieuse, Ambedkar ayant rejeté la sotériologie et la hiérarchie hindoues pour mettre en avant le caractère athée du bouddhisme et la rationalité ,. D'autres chercheurs ont cependant interprété l'Ambedkarisme comme une forme de traditionalisme critique, dans lequel Ambedkar réinterprète les concepts hindous traditionnels plutôt que de les rejeter complètement. Ainsi, la chercheuse  Gauri Viswanathan (de) déclare que les conversions de dalits par Ambedkar donnent à la croyance un rôle plus central et temporel qu'auparavant. Mais de son côté, le chercheur transculturel Ganguly Debjani souligne les éléments religieux dans la description de la vie et de l'enseignement du Bouddha par Ambedkar, et déclare que celui-ci déifie le Bouddha en tant que « source de rationalité ». Plusieurs intellectuels ont soutenu que le Bouddha et Ambedkar sont vénérés par les disciples de ce dernier à travers des pratiques dévotionnelles traditionnelles (bhakti) comme les contes, les chansons et la poésie, les festivals et les images, malgré le rejet par Ambedkar de telles pratiques.

## Voir également
- Foi
- Foi chrétienne
- Foi en philosophie